# The Fever (The Twilight Zone)
"The Fever" is een aflevering van de Amerikaanse televisieserie The Twilight Zone.

## Plot

### Opening
Mr. and Mrs. Franklin Gibbs, three days and two nights, all expenses paid, at a Las Vegas hotel, won by virtue of Mrs. Gibbs' knack with a phrase. But unbeknownst to either Mr. or Mrs. Gibbs is the fact that there's a prize in their package neither expected nor bargained for. In just a moment, one of them will succumb to an illness worse than any virus can produce, a most inoperative, deadly, life-shattering affliction known as The Fever.
— Rod Serling

### Verhaal
Franklin en zijn vrouw Flora gaan naar Las Vegas dankzij een wedstrijd die zij gewonnen heeft. Franklin haat gokken en ziet daarom niets in een bezoek aan Vegas. Franklin krijgt van een dronken man bij het casino een munt en zorgt dat Franklin er een gokje mee waagt. Hij wint en vertelt zijn vrouw dat ze het geld moeten houden en niet doorspelen zoals andere mensen doen.
Terwijl ze vertrekken, gelooft Franklin dat hij iemand zijn naam hoort roepen. Hij blijft het geroep horen. Hij besluit uiteindelijk dat hij geen “smeergeld” kan houden en dat hij zich van het geld gaat ontdoen door het terug in de machine te stoppen. Wanneer Flora later het casino bezoekt, ziet ze Franklin intensief spelen achter de gokkast. Hij lijkt eraan te zijn verslaafd en heeft al een groot deel van hun geld verloren. Franklin vertelt haar dat hij al zoveel heeft verloren, dat hij moet proberen iets terug te winnen. Wanneer ze hem weg probeert te krijgen bij de machine, wordt hij kwaad.
Uiteindelijk vergokt Franklin zijn laatste dollar, waarna de machine het begeeft. Franklin begint te tieren en valt de machine aan om zijn laatste dollar terug te krijgen. Hij wordt het casino uitgegooid. Terug in het hotel blijft Franklin volhouden dat hij zou hebben gewonnen en dat de machine expres de geest heeft gegeven om niet uit te hoeven betalen. Hij hoort dan wederom iemand zijn naam roepen en beseft dat het de machine is. Hij ziet de machine door de gang richting hun hotelkamer schuiven en raakt ervan overtuigd dat het ding hem achtervolgt. Flora ziet echter niets en denkt dat haar man gek is geworden. Franklin probeert door het raam aan de machine te ontkomen en valt naar beneden. Hij overleeft de val niet. Terwijl Flora en de politie bij het lijk staan, komt de machine aangeschoven en spuugt Franklins laatste dollar uit in diens dode hand.

### Slot
Mr. Franklin Gibbs, visitor to Las Vegas, who lost his money, his reason, and finally, his life to an inanimate metal machine variously described as a one-armed bandit, a slot machine, or in Mr. Franklin Gibbs' words, 'a monster with a will all its own'. For our purposes, we'll stick with the latter definition, because we're in the Twilight Zone.
— Rod Serling

## Rolverdeling
- Everett Sloane : Franklin Gibbs
- Vivi Janiss : Flora Gibbs

## Notities
- Serling vierde de start van zijn nieuwe serie, The Twilight Zone, met een bezoek aan Las Vegas. Daar kreeg hij het idee voor deze aflevering.

- Serling schreef voor de aflevering ook en uitgebreider einde, die hij later verwerkte in een kort verhaal. In dit einde keert Flora, nu weduwe, huiswaarts. Een jaar na Franklins dood houdt de kerk in haar woonplaats een bazaar en daar treft ze wederom de gokkast aan die Franklin tot waanzin dreef.

- De “stem” van de gokkast werd gemaakt met het geluid van vele munten in een metalen buis. Een acteur voegde de dialoog toe.

- In de SpongeBob SquarePants-aflevering "Skill Crane" belandt Octo Tentakel in een soortgelijke situatie met een klauwmachine.

- In Disneys The Twilight Zone Tower of Terror in Disney California Adventure Park staat de gokkast uit deze aflevering.

- In een videoclip van de band The Chemical Brothers wordt een man achtervolgd door een machine uit een autofabriek waar hij werkt.